# يوشع بن نون في الإسلام
يُوْشَعُ بْنُ نُوْنٍ عليه السلام وهو الغلام الذي رافق موسى أثناء مقابلته الخضر، حسب ما ورد في سورة الكهف هو نبي من أنبياء الله استخلفه الله عز وجل في بني إسرائيل بعد وفاة موسى وهارون عليهما الصلاة والسلام وهو من كتب الله على يده فتح بيت المقدس واسترجاعه من العماليق. لم يرد ذكره صريحا في القرآن الكريم، لكنه مذكور بالاسم في الأحاديث الصحيحة وفي كتب السير.

## اسمه
هو الخليل يوشع بن نون بن إفرائيم بن يوسف بن يعقوب بن إسحاق بن إبراهيم، أما أهل الكتاب فيقولون: يوشع ابن عم هود. ذكره الله في القرآن في قصة الخضر ولم يصرح باسمه، وقد ثبت في الصحيح من رواية أبي بن أبي كعب عن النبي محمد أنه يوشع بن نون.

## الذهاب للقاءالخضر
قال اللَّهُ عز وجل في سورة الكهف ﴿وَإِذْ قَالَ مُوسَى لِفَتَاهُ لَا أَبْرَحُ حَتَّى أَبْلُغَ مَجْمَعَ الْبَحْرَيْنِ أَوْ أَمْضِيَ حُقُبًا ۝٦٠ فَلَمَّا بَلَغَا مَجْمَعَ بَيْنِهِمَا نَسِيَا حُوتَهُمَا فَاتَّخَذَ سَبِيلَهُ فِي الْبَحْرِ سَرَبًا ۝٦١ فَلَمَّا جَاوَزَا قَالَ لِفَتَاهُ آتِنَا غَدَاءَنَا لَقَدْ لَقِينَا مِنْ سَفَرِنَا هَذَا نَصَبًا ۝٦٢ قَالَ أَرَأَيْتَ إِذْ أَوَيْنَا إِلَى الصَّخْرَةِ فَإِنِّي نَسِيتُ الْحُوتَ وَمَا أَنْسَانِيهُ إِلَّا الشَّيْطَانُ أَنْ أَذْكُرَهُ وَاتَّخَذَ سَبِيلَهُ فِي الْبَحْرِ عَجَبًا ۝٦٣ قَالَ ذَلِكَ مَا كُنَّا نَبْغِ فَارْتَدَّا عَلَى آثَارِهِمَا قَصَصًا ۝٦٤ فَوَجَدَا عَبْدًا مِنْ عِبَادِنَا آتَيْنَاهُ رَحْمَةً مِنْ عِنْدِنَا وَعَلَّمْنَاهُ مِنْ لَدُنَّا عِلْمًا ۝٦٥ قَالَ لَهُ مُوسَى هَلْ أَتَّبِعُكَ عَلَى أَنْ تُعَلِّمَنِ مِمَّا عُلِّمْتَ رُشْدًا ۝٦٦﴾ [الكهف:60–66]
قال الإمام مُحَمَّدٌ ابْنُ إِسْمَاعِيْلَ بْنِ إِبْرَاهِيْمَ الجُعْفِيُّ البُخَارِيُّ حَدَّثَنِي قُتَيْبَةُ بْنُ سَعِيدٍ، قَالَ حَدَّثَنِي سُفْيَانُ بْنُ عُيَيْنَةَ، عَنْ عَمْرِو بْنِ دِينَارٍ، عَنْ سَعِيدِ بْنِ جُبَيْرٍ، قَالَ قُلْتُ لاِبْنِ عَبَّاسٍ إِنَّ نَوْفًا الْبَكَالِيَّ يَزْعُمُ أَنَّ مُوسَى بَنِي إِسْرَائِيلَ لَيْسَ بِمُوسَى الْخَضِرِ. فَقَالَ كَذَبَ عَدُوُّ اللَّهِ حَدَّثَنَا أُبَىُّ بْنُ كَعْبٍ عَنْ رَسُولِ اللَّهِ صلي الله عليه وسلم قَالَ قَامَ مُوسَى خَطِيبًا فِي بَنِي إِسْرَائِيلَ فَقِيلَ لَهُ أَىُّ النَّاسِ أَعْلَمُ قَالَ أَنَا، فَعَتَبَ اللَّهُ عَلَيْهِ، إِذْ لَمْ يَرُدَّ الْعِلْمَ إِلَيْهِ، وَأَوْحَى إِلَيْهِ بَلَى عَبْدٌ مِنْ عِبَادِي بِمَجْمَعِ الْبَحْرَيْنِ، هُوَ أَعْلَمُ مِنْكَ قَالَ أَىْ رَبِّ كَيْفَ السَّبِيلُ إِلَيْهِ قَالَ تَأْخُذُ حُوتًا فِي مِكْتَلٍ فَحَيْثُمَا فَقَدْتَ الْحُوتَ فَاتَّبِعْهُ قَالَ فَخَرَجَ مُوسَى، وَمَعَهُ فَتَاهُ يُوشَعُ بْنُ نُونٍ، وَمَعَهُمَا الْحُوتُ حَتَّى انْتَهَيَا إِلَى الصَّخْرَةِ، فَنَزَلاَ عِنْدَهَا قَالَ فَوَضَعَ مُوسَى رَأْسَهُ فَنَامَ ـ قَالَ سُفْيَانُ وَفِي حَدِيثِ غَيْرِ عَمْرٍو قَالَ ـ وَفِي أَصْلِ الصَّخْرَةِ عَيْنٌ يُقَالُ لَهَا الْحَيَاةُ لاَ يُصِيبُ مِنْ مَائِهَا شئٌ إِلاَّ حَيِيَ، فَأَصَابَ الْحُوتَ مِنْ مَاءِ تِلْكَ الْعَيْنِ، قَالَ فَتَحَرَّكَ، وَانْسَلَّ مِنَ الْمِكْتَلِ، فَدَخَلَ الْبَحْرَ فَلَمَّا اسْتَيْقَظَ مُوسَى {قَالَ لِفَتَاهُ ءَاتِنَا غَدَآءَنَا} الآيَةَ قَالَ وَلَمْ يَجِدِ النَّصَبَ حَتَّى جَاوَزَ مَا أُمِرَ بِهِ، قَالَ لَهُ فَتَاهُ يُوشَعُ بْنُ نُونٍ {قَالَ أَرَءَيۡتَ إِذۡ أَوَيۡنَآ إِلَى ٱلصَّخۡرَةِ فَإِنِّي نَسِيتُ ٱلۡحُوتَ} الآيَةَ قَالَ فَرَجَعَا يَقُصَّانِ فِي آثَارِهِمَا، فَوَجَدَا فِي الْبَحْرِ كَالطَّاقِ مَمَرَّ الْحُوتِ، فَكَانَ لِفَتَاهُ عَجَبًا، وَلِلْحُوتِ سَرَبًا قَالَ  فَلَمَّا انْتَهَيَا إِلَى الصَّخْرَةِ، إِذْ هُمَا بِرَجُلٍ مُسَجًّى بِثَوْبٍ، فَسَلَّمَ عَلَيْهِ مُوسَى قَالَ وَأَنَّى بِأَرْضِكَ السَّلاَمُ فَقَالَ أَنَا مُوسَى. قَالَ مُوسَى بَنِي إِسْرَائِيلَ قَالَ نَعَمْ هَلْ أَتَّبِعُكَ عَلَى أَنْ تُعَلِّمَنِي مِمَّا عُلِّمْتَ رَشَدًا. قَالَ لَهُ الْخَضِرُ يَا مُوسَى إِنَّكَ عَلَى عِلْمٍ مِنْ عِلْمِ اللَّهِ عَلَّمَكَهُ اللَّهُ لاَ أَعْلَمُهُ، وَأَنَا عَلَى عِلْمٍ مِنْ عِلْمِ اللَّهِ عَلَّمَنِيهِ اللَّهُ لاَ تَعْلَمُهُ. قَالَ بَلْ أَتَّبِعُكَ. قَالَ فَإِنِ اتَّبَعْتَنِي فَلاَ تَسْأَلْنِي عَنْ شئٍ حَتَّى أُحْدِثَ لَكَ مِنْهُ ذِكْرًا، فَانْطَلَقَا يَمْشِيَانِ عَلَى السَّاحِلِ فَمَرَّتْ بِهِمَا سَفِينَةٌ فَعُرِفَ الْخَضِرُ فَحَمَلُوهُمْ فِي سَفِينَتِهِمْ بِغَيْرِ نَوْلٍ - يَقُولُ بِغَيْرِ أَجْرٍ - فَرَكِبَا السَّفِينَةَ قَالَ وَوَقَعَ عُصْفُورٌ عَلَى حَرْفِ السَّفِينَةِ، فَغَمَسَ مِنْقَارَهُ الْبَحْرَ فَقَالَ الْخَضِرُ لِمُوسَى مَا عِلْمُكَ وَعِلْمِي وَعِلْمُ الْخَلاَئِقِ فِي عِلْمِ اللَّهِ إِلاَّ مِقْدَارُ مَا غَمَسَ هَذَا الْعُصْفُورُ مِنْقَارَهُ قَالَ فَلَمْ يَفْجَأْ مُوسَى، إِذْ عَمَدَ الْخَضِرُ إِلَى قَدُومٍ فَخَرَقَ السَّفِينَةَ، فَقَالَ لَهُ مُوسَى قَوْمٌ حَمَلُونَا بِغَيْرِ نَوْلٍ، عَمَدْتَ إِلَى سَفِينَتِهِمْ فَخَرَقْتَهَا {لِتُغۡرِقَ أَهۡلَهَا لَقَدۡ جِئۡتَ} الآيَةَ فَانْطَلَقَا إِذَا هُمَا بِغُلاَمٍ يَلْعَبُ مَعَ الْغِلْمَانِ، فَأَخَذَ الْخَضِرُ بِرَأْسِهِ فَقَطَعَهُ. قَالَ لَهُ مُوسَى {قَالَ أَقَتَلۡتَ نَفۡسٗا زَكِيَّةَۢ بِغَيۡرِ نَفۡسٖ لَّقَدۡ جِئۡتَ شَيۡ‍ٔٗا نُّكۡرٗا 74 ۞قَالَ أَلَمۡ أَقُل لَّكَ إِنَّكَ لَن تَسۡتَطِيعَ مَعِيَ صَبۡرٗا} إِلَى قَوْلِهِ {فَأَبَوۡاْ أَن يُضَيِّفُوهُمَا فَوَجَدَا فِيهَا جِدَارٗا يُرِيدُ أَن يَنقَضَّ} فَقَالَ بِيَدِهِ هَكَذَا فَأَقَامَهُ، فَقَالَ لَهُ مُوسَى إِنَّا دَخَلْنَا هَذِهِ الْقَرْيَةَ، فَلَمْ يُضَيِّفُونَا وَلَمْ يُطْعِمُونَا، لَوْ شِئْتَ لاَتَّخَذْتَ عَلَيْهِ أَجْرًا. قَالَ هَذَا فِرَاقُ بَيْنِي وَبَيْنِكَ سَأُنَبِّئُكَ بِتَأْوِيلِ مَا لَمْ تَسْتَطِعْ عَلَيْهِ صَبْرًا. فَقَالَ رَسُولُ اللَّهِ صلي الله عليه وسلم وَدِدْنَا أَنَّ مُوسَى صَبَرَ حَتَّى يُقَصَّ عَلَيْنَا مِنْ أَمْرِهِمَا
قَالَ وَكَانَ ابْنُ عَبَّاسٍ يَقْرَأُ {وَكَانَ أَمَامَهُمْ مَلِكٌ يَأْخُذُ كُلَّ سَفِينَةٍ صَالِحَةٍ غَصْبًا} {وَأَمَّا الْغُلاَمُ فَكَانَ كَافِرًا}
 

## هلاك فرعون وقومه
يقول اللَّهُ جل جلاله في سورة الدخان
{وَلَقَدۡ فَتَنَّا قَبۡلَهُمۡ قَوۡمَ فِرۡعَوۡنَ وَجَآءَهُمۡ رَسُولٞ كَرِيمٌ 17 أَنۡ أَدُّوٓاْ إِلَيَّ عِبَادَ ٱللَّهِۖ إِنِّي لَكُمۡ رَسُولٌ أَمِينٞ 18 وَأَن لَّا تَعۡلُواْ عَلَى ٱللَّهِۖ إِنِّيٓ ءَاتِيكُم بِسُلۡطَٰنٖ مُّبِينٖ 19 وَإِنِّي عُذۡتُ بِرَبِّي وَرَبِّكُمۡ أَن تَرۡجُمُونِ 20 وَإِن لَّمۡ تُؤۡمِنُواْ لِي فَٱعۡتَزِلُونِ 21 فَدَعَا رَبَّهُۥٓ أَنَّ هَٰٓؤُلَآءِ قَوۡمٞ مُّجۡرِمُونَ 22 فَأَسۡرِ بِعِبَادِي لَيۡلًا إِنَّكُم مُّتَّبَعُونَ 23 وَٱتۡرُكِ ٱلۡبَحۡرَ رَهۡوًاۖ إِنَّهُمۡ جُندٞ مُّغۡرَقُونَ 24} 

## الأمر بدخول الأرض المقدسة
قَالَ الإمام أَبُو جَعْفَرٍ مُحَمَّدٌ ابْنُ جَرِيْرٍ الطَّبَرِيُّ حَدَثَنَا عَبْدُ الكَرِيْمِ بْنُ الهَيْثَمِ قَالَ حَدَثَنَا إِبْرَاهِيُْ بْنُ بَشَّارٍ الرَّمَادِيُّ حَدَثَنَا سُفْيَانُ قَالَ حَدَثَنَا أَبُو سَعِيْدٍ عَنْ عِكْرِمَةَ عَنْ ابْنِ عَبَّاسٍ قَالَ أَوْحَى اللَّهُ جَلَّ وَعَزَّ إِلَى مُوْسَى {أَنۡ أَسۡرِ بِعِبَادِيٓ إِنَّكُم مُّتَّبَعُونَ} سورة الشُّعَرَاءِ آية 52 قَالَ فَسَرَى مُوْسَى بِبَنِي إِسْرَائِيْلَ لَيْلَاً فَاتْبَعَهُمْ فِرْعَوْنَ فِي أَلْفِ أَلْفٍ حِصَانٍ سِوَى الإِنَاثِ وَكَانَ مُوْسَى فِي سِتُّمِائَةَ أَلْفٍ فَلَمَّا عَايَنَهُمْ فِرْعَوْنَ قَالَ {إِنَّ هَٰٓؤُلَآءِ لَشِرۡذِمَةٞ قَلِيلُونَ 54 وَإِنَّهُمۡ لَنَا لَغَآئِظُونَ 55 وَإِنَّا لَجَمِيعٌ حَٰذِرُونَ56} سورة الشُّعَرَاءِ الآيات 54-56 فَسَرَى مُوْسَى بِبَنِي إِسْرَائِيْلَ حَتَّى هَجَمُوْا عَلَى البَحْرِ فَالتَفَتُوْا فِإِذَا هُمْ برَهَجِ دَوَابِّ فِرْعَوْنَ فَقَالُوْا يَا مُوْسَى {أُوذِينَا مِن قَبۡلِ أَن تَأۡتِيَنَا وَمِنۢ بَعۡدِ مَا جِئۡتَنَاۚ} سورة الأَعْرَافِ آية 129 هَذَا البَحْرُ أَمَامَنَا وَهَذَا فِرْعَوْنُ قَدْ رَهِقَنَا بِمْنْ مَعَهُ قَالَ عَسَى رَبُّكُمْ أَنْ يَهْلِكَ عَدُوَّكُمْ وَيَسْتَخْلِفَكُمْ فِي الأَرْضِ فَيَنْظُرُ كَيْفَ تَعْمَلُوْنَ قَالَ فَأَوْحَى اللَّهُ جَلَّ ثَنَاؤُهُ إِلَى مُوْسَى أَنْ اضْرِبْ بِعَصَاكَ البَحْرَ وَأَوْحَى إِلَى البَحْرِ أَنْ اسْمَعْ لِمُوْسَى وَأَطِعْ إِذَا ضَرَبَكَ قَالَ فَبَاتَ البَحْرُ لَهُ أَفْكَلٌ يَعْنِي لَهُ رَعْدَةً لَا يَدْرِيْ مِنْ أَيْ جَوَانِبِهِ يَضْرِبُهُ قَالَ فَقَالَ يُوْشَعُ لِمُوْسَى بِمَاذَا أُمِرْتَ قَالَ أُمِرْتُ أَنْ أَضْرِبُ البَحْرَ قَالَ فَاضْرِبْهُ قَالَ فَضَرَبَ مُوْسَى البَحْرَ بِعَصَاهُ فَانْفَلَقَ فَكَانَ فِيْهِ اثْنَا عَشَرَ طَرِيْقَاً كُلُّ طَرِيْقٍ كَالطَّوْدِ العَظِيْمِ فَكَانَ لِكُلِّ سِبْطٍ مِنْهُمْ طَرِيْقٍ يَأْخُذُوْنَ فِيْهِ فَلَمَّا أَخَذُوْا فِي الطَّرِيْقِ قَالَ بَعْضُهُمْ لِبَعْضٍ مَا لَنَا لَا نَرَى أَصْحَابِنَا قَالُوْا لِمُوْسَى أَيْنَ أَصْحَابِنَا لَا نَرَاهُمْ قَالَ سِيْرُوْا فَإِنَّهُمْ عَلَى طَرِيْقٍ مِثْلَ طَرِيْقِكُمْ قَالُوْا لَا نَرْضَى حَتَّى نَرَاهُمْ قَالَ سُفْيَانُ قَالَ عَمَّارُ الدُّهْنِيُّ قَالَ مُوْسَى اللَّهُمَّ أَعِنِّي عَلَى أَخْلَاقِهِمْ السَّيْئَةِ قَالَ فَأُوْحَى اللَّهُ إِلَيْهِ أَنْ قُلْ بِعَصَاكَ هَكَذَا وَأَوْمَأَ إِبْرَاهِيْمُ بِيَدِهِ يُدِيْرَهَا عَلَى البَحْرِ قَالَ مُوْسَى بِعَصَاهُ عَلَى الحِيْطَانِ هَكَذَا فَصَارَ فِيْهَا كُوَى يَنْظُرُ بَعْضُهُمْ إِلَى بَعْضٍ قَالَ سُفْيَانُ قَالَ أَبُو سَعِيْدٍ عَنْ عِكْرِمَةَ عَنْ ابْنِ عَبَّاسٍ فَسَارُوْا حَتَّى خَرَجُوْا مِنْ الَبَحْرِ فَلَمَّا جَازَ آخِرْ قَوْمِ مُوْسَى هَجَمَ فِرْعَوْنُ عَلَى البَحْرِ هُوَ وَأَصْحَابِهِ وَكَانَ فِرْعَوْنُ عَلَى فَرَسٍ أَدْهَمَ ذَنُوْبٍ حَصَانٍ فَلَمَّا هَجَمَ عَلَى البَحْرِ هَابَ الحِصَانُ أَنْ يَقْتَحِمَ فِي البَحْرِ فَتَمَثَّلَ لَهُ جِبْرِيْلَ عَلَى فَرَسِ أُنْثَى وَدِيْقٍ فَلَمَّا رَآهَا الحِصَانُ تَقَحَّمُ خَلْفَهَا وَقِيْلَ لِمُوْسَى {ٱتۡرُكِ ٱلۡبَحۡرَ رَهۡوًاۖ} سورة الدُّخَانِ آية 24 - قَالَ طُرُقَاً عَلَى حَالِهِ - قَالَ وَدَخَلَ فِرْعَوُنُ وَقَوْمُهُ فِي البَحْرِ فَلَمَّا دَخَلَ آخِرِ قَوْمِ فِرْعَوْنَ وَجَازَ آخِرِ قَوْمِ مُوْسَى أَطْبَقَ البَحْرُ عَلَى فِرْعَوْنَ وَقَوْمِهِ فَأُغْرِقُوْا
قالا الشيخان مَحْمُوْدٌ وأَحْمَدُ ابنا شَاكِرٍ موقوف، إسناده إلى ابْنِ عَبَّاسٍ صحيح أما صحة المتن فلا نستطيع أن نجزم بها لعله مما كان يتحدث به الصحابة من التاريخ القديم
 
يقول اللَّهُ سبحانه وتعالى في سُورَةُ المَائ‍ِدَةِ
{وَإِذۡ قَالَ مُوسَىٰ لِقَوۡمِهِۦ يَٰقَوۡمِ ٱذۡكُرُواْ نِعۡمَةَ ٱللَّهِ عَلَيۡكُمۡ إِذۡ جَعَلَ فِيكُمۡ أَنۢبِيَآءَ وَجَعَلَكُم مُّلُوكٗا وَءَاتَاكُم مَّا لَمۡ يُؤۡتِ أَحَدٗا مِّنَ ٱلۡعَٰلَمِينَ 20 يَٰقَوۡمِ ٱدۡخُلُواْ ٱلۡأَرۡضَ ٱلۡمُقَدَّسَةَ ٱلَّتِي كَتَبَ ٱللَّهُ لَكُمۡ وَلَا تَرۡتَدُّواْ عَلَىٰٓ أَدۡبَارِكُمۡ فَتَنقَلِبُواْ خَٰسِرِينَ 21 قَالُواْ يَٰمُوسَىٰٓ إِنَّ فِيهَا قَوۡمٗا جَبَّارِينَ وَإِنَّا لَن نَّدۡخُلَهَا حَتَّىٰ يَخۡرُجُواْ مِنۡهَا فَإِن يَخۡرُجُواْ مِنۡهَا فَإِنَّا دَٰخِلُونَ 22 قَالَ رَجُلَانِ مِنَ ٱلَّذِينَ يَخَافُونَ أَنۡعَمَ ٱللَّهُ عَلَيۡهِمَا ٱدۡخُلُواْ عَلَيۡهِمُ ٱلۡبَابَ فَإِذَا دَخَلۡتُمُوهُ فَإِنَّكُمۡ غَٰلِبُونَۚ وَعَلَى ٱللَّهِ فَتَوَكَّلُوٓاْ إِن كُنتُم مُّؤۡمِنِينَ 23 قَالُواْ يَٰمُوسَىٰٓ إِنَّا لَن نَّدۡخُلَهَآ أَبَدٗا مَّا دَامُواْ فِيهَا فَٱذۡهَبۡ أَنتَ وَرَبُّكَ فَقَٰتِلَآ إِنَّا هَٰهُنَا قَٰعِدُونَ 24 قَالَ رَبِّ إِنِّي لَآ أَمۡلِكُ إِلَّا نَفۡسِي وَأَخِيۖ فَٱفۡرُقۡ بَيۡنَنَا وَبَيۡنَ ٱلۡقَوۡمِ ٱلۡفَٰسِقِينَ 25 قَالَ فَإِنَّهَا مُحَرَّمَةٌ عَلَيۡهِم أَرۡبَعِينَ سَنَةٗۛ يَتِيهُونَ فِي ٱلۡأَرۡضِۚ فَلَا تَأۡسَ عَلَى ٱلۡقَوۡمِ ٱلۡفَٰسِقِينَ 26}
(يوشع أحد هاذين الرجلين)
قَالَ الإمام أَبُو جَعْفَرٍ مُحَمَّدٌ ابْنُ جَرِيْرٍ الطَّبَرِيُّ حَدَّثَنِي مُحَمَّدُ بْنُ عَمْرٍو قَالَ حَدَّثَنَا أَبُو عَاصِمٍ قَالَ حَدَّثَنَا عِيْسَى عَنْ ابْنِ أَبِي نُجَيْحٍ عَنْ مُجَاهِدٍ فِي قَوْلِ اللَّهِ {ٱثۡنَيۡ عَشَرَ نَقِيبٗاۖ} مِنْ كُلِّ سِبْطٍ منْ بَنِي إِسْرَائِيْلَ رَجُلٌ أَرْسَلَهُمْ مُوْسَى إِلَى الجَبَّارِيْنَ فَوَجَدُوْهُمْ يَدْخُلُ فِي كُمِّ أَحَدِهِمْ اثْنَانَ مِنْهُمْ يُلْقُوْنَهُمْ إِلْقَاءً وَلَا يَحْمِلُ عُنْقُوْدَ عِنَبِهِمْ إِلَّا خَمْسَةَ أَنْفُسٍ مِنْهُمْ فِي خَشَبَةٍ وَيَدْخُلُ فِي شَطْرِ الرُّمَّانَةِ إِذَا نُزِعَ حَبُّهَا خَمْسَةَ أَنْفُسٍ أَوْ أَرْبَعٍ فَرَجَعَ النُّقَبَاءُ كُلٌّ مِنْهُمْ يَنْهَى سِبْطَهُ عَنْ قِتَالِهْمْ إِلَّا يُوْشَعَ بْنَ نُوْنٍ وَكِلَابَ بْنَ يَافِنَةَ يَأْمُرَانَ الأَسْبَاطَ بِقِتَالِ الجَبَابِرَةِ وَبِجِهَادِهِمْ فَعَصَوْا هَذَيْنِ وَأَطَاعُوْا الآخَرِيْنَ 
قَالَ الإمام أَبُو جَعْفَرٍ مُحَمَّدٌ ابْنُ جَرِيْرٍ الطَّبَرِيُّ في مقدمة تفسيره عن هذا السند حَدَّثَنِي بذلك مُحَمَّدُ بْنُ عَمْرٍو البَاهِلِيُّ قَالَ حَدَّثَنَا أَبُو عَاصِمٍ عَنْ عِيْسَى بْنِ مَيْمُوْنَ عَنْ ابْنِ أَبِي نُجَيْحٍ عَنْ مُجَاهِدٍ
قالا الشيخان مَحْمُوْدٌ وأَحْمَدُ ابْنَا شَاكِرٍ عن رجال الإسناد مُحَمَّدُ بُنُ عَمْرٍو بْنِ العَبَّاسِ أَبُو بَكْرٍ البَاهِلِيُّ وهو من شيوخ الطَّبَرِيِّ الثقات وأَبُو عَاصِمٍ هو النَّبِيْلُ الضَّحَّاكُ بْنُ مَخْلَدٍ الحافظ الكبير. عِيْسَى بْنُ مَيْمُوْنَ المَكِّيُّ هو المعروف بابْنِ دَايَةَ قال ابْنُ عُيَيْنَةَ كان قارئا للقرآن قرأ على ابْنِ كَثِيْرٍ وثقه أبُو حَاتِمٍ وغيره (منهم التِّرْمِذِيُّ)
وقالا عن ابْنُ أَبِي نُجَيْحٍ هو عَبْدُ اللَّهِ بْنُ يَسَارٍ الثَّقَفِيُّ المَكِّيُّ وكنية أبيه أَبِي نُجَيْحٍ وهو ثقة أخرج له أصحاب الكتب الستة لكن روايته عن ابْنُ عَبَّاسٍ منقطعة فهو يروي عن التابعين
وقالا عن مُجَاهِدٍ الابعي الكبير الثقة الفقيه المفسر
صحح أيضا هذا الإسناد الشيخ أَبُو عُمَرَ دُبْيَانُ بْنُ مُحَمَّدٍ الدُّبْيَانُ قال سنده صحيح إن شاء الله تعالى
- ابْنُ أَبِي نُجَيْحٍ مدلس، ولم يسمع من مُجَاهِدٍ التفسير، لكن قد عرف الواسطة، وهو ثقة، فقد أخذه من كتاب القَاسِمِ بْنِ أَبِي بَزَّةَ، والقَاسِمُ بْنُ أَبِي بَزَّةَ قد قال فيه ابْنُ حِبَّانَ لم يسمع التفسير أحد من مُجَاهِدٍ غير القَاسِمِ بْنِ أَبِي بَزَّةَ، وأخذ الحَكَمُ ولَيْثُ بْنُ أَبِى سُلَيْمٍ وابْنُ أَبِى نُجَيْحٍ وابْنُ جُرَيْجٍ وابْنُ عُيَيْنَةَ من كتابه، ولم يسمعوا من مُجَاهِدٍ [الثقات (7/ 330)] - مُحَمَّدُ بُنُ عَمْرٍو فيه أكثر من راو يروي عنه الطَّبَرِيِّ اسمه مُحَمَّدُ بْنُ عَمْرٍو فمنهم:
مُحَمَّدُ بُنُ عَمْرٍو البَاهِلِيُّ وهو من شيوخ الطَّبَرِيِّ الثقات، أكثر من الرواية عنه، إلا أنه لم يذكر من شيوخه أَبُو عَاصِمٍ الضَّحَّاكُ بْنُ مَخْلَدٍ وفيه مُحَمَّدُ بُنُ عَمْرٍو بْنِ تَمَّامٍ الكَلْبِيُّ، مترجم له في الجرح والتعديل، ولم أقف على أنه من تلاميذ أَبِي عَاصِمٍ وهذا أبعد من الأول وأغلب ظني أنه مُحَمَّدُ بُنُ عَمْرٍو بْنِ عَبَّادٍ، فإنه يروي عن أَبِي عَاصِمٍ، كما ذكره المِزِّيُّ، وهو في سن شيوخ الطَّبَرِيِّ إلا أن المِزِّيَّ لم يذكر الطَّبَرِيَّ من تلاميذه، فأظنه يستدرك عليه فيه.، وباقي رجال الإسناد ثقات
قلت حديث ابْنِ أَبِي نُجَيْحٍ عَنْ مُجَاهِدٍ في صحيح البُخَارِيِّ مع هذا تُكُلِّم فيه بما سبق
وبنفس الإسناد السابق عن عَبْدِ اللَّهِ بْنِ عَبَّاسٍ رضي الله عنهما
قَالَ الإمام أَبُو جَعْفَرٍ مُحَمَّدٌ ابْنُ جَرِيْرٍ الطَّبَرِيُّ حَدَثَنِي عَبْدُ الكَرِيْمِ بْنُ الهَيْثَمِ قَالَ حَدَثَنَا إِبْرَاهِيُْ بْنُ بَشَّارٍ قَالَ حَدَثَنَا سُفْيَانُ قَالَ قَالَ أَبُو سَعِيْدٍ قَالَ عِكْرِمَةُ عَنْ ابْنِ عَبَّاسٍ فِي قِصَّةٍ ذَكَرَهَا قَالَ فَرَجَعُوْا يَعْنِي النُّقَبَاءَ الإِثْنَيْ عَشَرَ إِلَى مُوْسَى فَأَخْبَرُوْهُ بِمَا عَايَنُوْا مِنْ أَمْرِهِمْ فَقَالَ لَهُمْ مُوْسَى اكْتُمُوْا شَأْنَهُمْ وَلَا تُخْبِرُعهوْا بِهِ أَحَدَاً مِنْ أَهْلِ العَسْكَرِ فِإِنَّكُمْ إِنْ أَخْبَرْتُمُوْهُمْ بِهَذَا الخَبَرِ فَشِلُوْا وَلَمْ يَدْخُلُوْا المَدِيْنَةَ قَالَ فَذَهَبَ كُلُّ رَجُلٍ مِنْهُمْ فَأَخْبَرَ قَرِيْبَهُ وَابْنَ عَمِّهِ إِلَّا هَذَيْنِ الرَّجُلَيْنِ يُوْشَعَ بْنَ نُوْنٍ وَكِلَابَ بْنَ يُوْفَنَّةَ فَإِنَّهُمَا كَتَمَا وَلَمْ يُخْبِرَا بِهِ أَحَدَاً وَهُمَا اللَّذَانِ قَالَ اللَّهُ عَزَّ وَجَلَّ {قَالَ رَجُلَانِ مِنَ ٱلَّذِينَ يَخَافُونَ أَنۡعَمَ ٱللَّهُ عَلَيۡهِمَا} إِلَى قَوْلِهِ {وَبَيۡنَ ٱلۡقَوۡمِ ٱلۡفَٰسِقِينَ}

## التيه ثم فتح الأرض المقدسة
و يستطرد عَبْدُ اللَّهِ بْنُ عَبَّاسٍ رضي الله عنهما بنفس الإسناد
قَالَ اللَّهُ جَلَّ وَعَزَّ لَمَّا دَعَا مُوْسَى قَالَ {فَإِنَّهَا مُحَرَّمَةٌ عَلَيهم أَربَعِينَ سَنَةٗيَتِيهُونَ فِي ٱلأَرض فلا تأسَ على القوم الفاسقين } قَالَ فَدَخَلُوْا التِّيْهَ فَكُلُّ مَنْ دَخَلَ التِّيْهَ مِمَّنْ جَاوَزَ العِشْرِيْنَ سَنَةً مَاتَ فِي التِّيْهِ قَالَ فَمَاتَ مُوْسَى فِي التِّيْهِ وَمَاتَ هَارُوْنُ قَبْلَهُ قَالَ فَلَبْثُوْا فِي تِيْهِهِمْ أَرْبَعِيْنَ سَنَةً فَنَاهَضَ يُوْشَعُ بِمَنْ بَقِيَ مَعَهُ مَدِيْنَةَ الجَبَّارِّيْنَ فَافْتَتَحَ يُوْشَعُ المَدِيْنَةَ

## حبس الشمس
قال الإمام أَبُو عَبْدِ اللهِ أَحْمَدُ بْنُ مُحَمَّدٍ ابْنِ حَنْبَلٍ الشَّيْبَانِيُّ حَدَّثَنَا أَسْوَدُ بْنُ عَامِرٍ، أَخْبَرَنَا أَبُو بَكْرٍ، عَنْ هِشَامٍ، عَنْ ابْنِ سِيْرِيْنَ، عَنْ أَبِي هُرَيْرَةَ، قَالَ قَالَ رَسُوْلُ اللَّهِ صلى الله عليه وسلم إِنَّ الشَّمْسَ لَمْ تُحْبَسْ عَلَى بَشَرٍ إِلَّا لِيُوْشَعَ لَيَالِيَ سَارَ إِلَى بَيْتِ المَقْدِسِ  قال الشيخ شُعَيْبُ الأَرْنَاؤُوْطُ إسناد صحيح على شرط البُخَارِيِّ
قال الإمام مُحَمَّدٌ ابْنُ إِسْمَاعِيْلَ بْنِ إِبْرَاهِيْمَ الجُعْفِيُّ البُخَارِيُّ حَدَّثَنَا مُحَمَّدُ بْنُ الْعَلاَءِ، حَدَّثَنَا ابْنُ الْمُبَارَكِ، عَنْ مَعْمَرٍ، عَنْ هَمَّامِ بْنِ مُنَبِّهٍ، عَنْ أَبِي هُرَيْرَةَ ا قَالَ قَالَ رَسُولُ اللَّهِ صلى الله عليه وسلم غَزَا نَبِيٌّ مِنَ الأَنْبِيَاءِ فَقَالَ لِقَوْمِهِ لاَ يَتْبَعْنِي رَجُلٌ مَلَكَ بُضْعَ امْرَأَةٍ وَهْوَ يُرِيدُ أَنْ يَبْنِيَ بِهَا وَلَمَّا يَبْنِ بِهَا، وَلاَ أَحَدٌ بَنَى بُيُوتًا وَلَمْ يَرْفَعْ سُقُوفَهَا، وَلاَ أَحَدٌ اشْتَرَى غَنَمًا أَوْ خَلِفَاتٍ وَهْوَ يَنْتَظِرُ وِلاَدَهَا. فَغَزَا فَدَنَا مِنَ الْقَرْيَةِ صَلاَةَ الْعَصْرِ أَوْ قَرِيبًا مِنْ ذَلِكَ فَقَالَ لِلشَّمْسِ إِنَّكِ مَأْمُورَةٌ وَأَنَا مَأْمُورٌ، اللَّهُمَّ احْبِسْهَا عَلَيْنَا. فَحُبِسَتْ، حَتَّى فَتَحَ اللَّهُ عَلَيْهِ، فَجَمَعَ الْغَنَائِمَ، فَجَاءَتْ ـ يَعْنِي النَّارَ ـ لِتَأْكُلَهَا، فَلَمْ تَطْعَمْهَا، فَقَالَ إِنَّ فِيكُمْ غُلُولاً، فَلْيُبَايِعْنِي مِنْ كُلِّ قَبِيلَةٍ رَجُلٌ. فَلَزِقَتْ يَدُ رَجُلٍ بِيَدِهِ فَقَالَ فِيكُمُ الْغُلُولُ. فَلْتُبَايِعْنِي قَبِيلَتُكَ، فَلَزِقَتْ يَدُ رَجُلَيْنِ أَوْ ثَلاَثَةٍ بِيَدِهِ فَقَالَ فِيكُمُ الْغُلُولُ، فَجَاءُوا بِرَأْسٍ مِثْلِ رَأْسِ بَقَرَةٍ مِنَ الذَّهَبِ فَوَضَعُوهَا، فَجَاءَتِ النَّارُ فَأَكَلَتْهَا، ثُمَّ أَحَلَّ اللَّهُ لَنَا الْغَنَائِمَ، رَأَى ضَعْفَنَا وَعَجْزَنَا فَأَحَلَّهَا لَنَا